# Krystyna Skalicka-Woźniak
Krystyna Katarzyna Skalicka-Woźniak – polska farmaceutka, profesor nauk medycznych i nauk o zdrowiu.

## Życiorys
W 2002 roku ukończyła studia na Wydziale Farmaceutycznym Akademii Medycznej w Lublinie i podjęła pracę w Katedrze i Zakładzie Farmakognozji z Pracownią Roślin Leczniczych. Pod kierunkiem prof. Kazimierza Głowniaka obroniła w 2006 roku pracę doktorską na temat Badania związków biologicznie czynnych w owocach Peucedanum alsaticum L. i Peucedanum cervaria(L.) Lap, za którą otrzymała nagrodę premiera. W 2015 roku habilitowała się na podstawie rozprawy Optymalizacja wysokosprawnej chromatografii przeciwprądowej do izolacji kumaryn i terpenoidów oraz badanie aktywności biologicznych kumaryn. Od utworzenia w 2019 roku Zakładu Chemii Produktów Pochodzenia Naturalnego pełni funkcję kierownika tej jednostki.

## Działalność naukowa
Zainteresowania dotyczą związków biologicznie czynnych w produktach naturalnych. Jako współautorka opublikowała ponad 200 prac z listy filadelfijskiej o współczynniku IF przekraczającym 700. Jest członkiem Zespołu Analizy Farmaceutycznej, Biomedycznej i Produktów Naturalnych Komitetu Chemii Analitycznej PAN oraz Komitetu Terapii i Nauk o Leku PAN, a także redaktorem tematycznym czasopisma Phytochemistry Letters wydawanego przez Elsevier.

## Odznaczenia
- Brązowy Krzyż Zasługi (2019)[10]